# Ion Tudose
Ion Tudose (n. 1884, sat. Țiplestii Noi, com. Hadfieni, jud. Bălți – d. secolul al XX-lea) a fost un deputat din Sfatul Țării, organismul care a exercitat puterea legislativă în Republica Democratică Moldovenească, în perioada 1917-1918.

## Biografie
Ion Tudose (ortografiat uneori Tudor Ion, precum și Tudos Ion) a făcut studiile gimnaziale la Școala de subchirurgi militari. De asemenea a fost voluntar in armata Alianței Bulgaro-Sârbo-Elene.

## Activitatea politică
Formația sa politică a fost S.R., făcând, totuși, parte din fracția B.M.
Congresul ostășesc de la 29 octombrie 1917 îl propune pentru a face parte din Sfatul Țării, din partea județului Cetatea Albă. Este numit, de asemenea, membru la biroul de organizare a Sfatului Țării. A fost deputat de la 21 noiembrie 1917 până la 27 noiembrie 1918. A fost membru în comisiile: de Decizii și a Doua Comisie Agrară. La 6 ianuarie 1918 încearcă să discute cu membrii Front Otdel-ului, filială a RUMCEROD-ului din Odesa, care masacraseră o parte dintre foștii prizonieri ardeleni în trecere prin gara Chișinău, dar este arestat și scos sub escortă din gară.
La 27 martie a votat pentru unirea Basarabiei cu România.

## Recunoașteri
A fost decorat cu:
- Crucea Roșie;
- Sfânta Ana (rusești);
- Regele Ferdinand I